# Ania Monica Caill
Ania Monica Germaine Caill (Limoges, 24 ottobre 1995) è una sciatrice alpina rumena.

## Biografia
Attiva in gare FIS dal novembre del 2010, la Caill ha esordito in Coppa Europa il 30 novembre 2012 a Kvitfjell in slalom gigante e in Coppa del Mondo il 14 dicembre 2013 a Sankt Moritz in supergigante, in entrambi i casi senza completare la prova. Ha debuttato ai Giochi olimpici invernali a Soči 2014, dove si è piazzata 30ª nel supergigante, 51ª nello slalom gigante, 22ª nella supercombinata e non ha completato la discesa libera, e ai Campionati mondiali a Vail/Beaver Creek 2015, dove si è classificata 54ª nello slalom gigante.
Ai XXIII Giochi olimpici invernali di Pyeongchang 2018 è stata 28ª nella discesa libera e 36ª nel supergigante, mentre l'anno dopo ai Mondiali di Åre 2019 nelle medesime specialità si è classificata rispettivamente al 37º e al 28º posto. Il 5 febbraio 2020 ha colto a Pila in discesa libera il suo primo podio in Coppa Europa (2ª); ai Mondiali di Cortina d'Ampezzo 2021 si è classificata 30ª nella discesa libera e a quelli di Courchevel/Méribel 2023 si è piazzata 25ª nella discesa libera, 28ª nel supergigante e non ha completato la combinata.

## Palmarès

### Coppa Europa
- Miglior piazzamento in classifica generale: 53ª nel 2020
- 1 podio:
  - 1 secondo posto

### South American Cup
- Miglior piazzamento in classifica generale: 4ª nel 2015
- Vincitrice della classifica di discesa libera nel 2016
- 9 podi:
  - 2 vittorie
  - 5 secondi posti
  - 2 terzi posti

#### South American Cup - vittorie
| Data             | Località | Paese | Specialità |
| ---------------- | -------- | ----- | ---------- |
| 4 settembre 2014 | La Parva | Cile  | DH         |
| 4 settembre 2014 | La Parva | Cile  | DH         |

Legenda:

DH = discesa libera